# Trout Valley, Illinois
Trout Valley là một làng thuộc quận McHenry, tiểu bang Illinois, Hoa Kỳ. Năm 2010, dân số của làng này là 537 người.

## Dân số
Dân số qua các năm:
- Năm 2000: 599 người.
- Năm 2010: 537 người.